# Barrington Hills
Barrington Hills – wieś w Stanach Zjednoczonych, w stanie Illinois, w hrabstwie Kane.